# Bradarac (okręg braniczewski)
Bradarac (cyr. Брадарац) – wieś w Serbii, w okręgu braniczewskim, w mieście Požarevac. W 2011 roku liczyła 779 mieszkańców.